# Czuna
Czuna (w górnym biegu zwana Uda) − rzeka w azjatyckiej części Rosji w obwodzie irkuckim. Długość rzeki wynosi 1203 km, powierzchnia dorzecza 56,8 tys. km². W dolnym biegu rzeka przepływa przez Wyżynę Środkowosyberyjską. Głównym miastem nad Czuną jest Niżnieudinsk. Źródła w Sajanie Wschodnim. Łączy się z Biriusą, tworząc Tasiejewę (dopływ Angary). 